# Kreis Merseburg
| Kreis Merseburg                                         | Kreis Merseburg                                                   |
| ------------------------------------------------------- | ----------------------------------------------------------------- |
| Das Wappen des Landkreises bis 1994                     |                                                                   |
| Bezirk der DDR                                          | Halle                                                             |
| Kreisstadt                                              | Merseburg                                                         |
| Fläche                                                  | 473 km² (1989)                                                    |
| Einwohner                                               | 118.495 (1989)                                                    |
| Bevölkerungsdichte                                      | 251 Einwohner/km² (1989)                                          |
| Kfz-Kennzeichen                                         | K und V (1953–1990) KO, KP, VO und VP (1974–1990) MER (1991–1994) |
|                                                         |                                                                   |
| Der Kreis Merseburg im Bezirk Halle (anklickbare Karte) |                                                                   |

Der Kreis Merseburg war ein Landkreis im Bezirk Halle der DDR. Von 1990 bis 1994 bestand er als Landkreis Merseburg im Land Sachsen-Anhalt fort. Sein Gebiet liegt heute im Saalekreis in Sachsen-Anhalt. Der Sitz der Kreisverwaltung befand sich in Merseburg.

## Geographie
Der Kreis Merseburg lag südlich von Halle (Saale) beiderseits der Saale. Er grenzte im Uhrzeigersinn im Norden beginnend an den Saalkreis, an den Stadtkreis Halle/Saale und an die Kreise Leipzig-Land, Weißenfels, Nebra und Querfurt.

## Geschichte
Am 25. Juli 1952 kam es in der DDR zu einer umfangreichen Verwaltungsreform, bei der unter anderem die Länder der DDR ihre Bedeutung verloren und neue Bezirke eingerichtet wurden. Der damalige Landkreis Merseburg gab Gemeinden an den Saalkreis und an den Kreis Leipzig-Land ab. Aus dem verbleibenden Kreisgebiet wurde der neue Kreis Merseburg mit Sitz in Merseburg gebildet. Der Kreis wurde dem neugebildeten Bezirk Halle zugeordnet.
Am 17. Mai 1990 wurde der Kreis in Landkreis Merseburg umbenannt. Anlässlich der Wiedervereinigung der beiden deutschen Staaten wurde der Landkreis Merseburg im Oktober 1990 dem wiedergegründeten Land Sachsen-Anhalt zugesprochen. Bei der ersten Kreisreform in Sachsen-Anhalt ging er am 1. Juli 1994 im Landkreis Merseburg-Querfurt auf.

## Einwohnerentwicklung
| Jahr      | 1960    | 1971    | 1981    | 1989    |
| Einwohner | 152.654 | 148.833 | 131.578 | 118.495 |

## Städte und Gemeinden
Nach der Verwaltungsreform von 1952 gehörten dem Kreis Merseburg die folgenden Städte und Gemeinden an:
| - Bad Dürrenberg, Stadt - Bad Lauchstädt, Stadt - Benndorf 1 - Beuna - Braunsbedra - Burgliebenau - Delitz am Berge - Ermlitz - Frankleben - Friedensdorf - Geusa | - Großgräfendorf - Großkayna - Gröst - Günthersdorf - Horburg 2 - Klobikau - Knapendorf - Korbetha - Kötschlitz - Kötzschau - Kreypau | - Krumpa - Leuna, Stadt - Luppenau - Merseburg, Stadt - Meuschau - Milzau - Mücheln, Stadt - Nempitz - Neumark 3 - Oebles-Schlechtewitz - Raßnitz | - Rodden - Röglitz - Roßbach - Schafstädt, Stadt - Schkopau - Spergau - Tollwitz - Wallendorf - Wünsch - Zöschen - Zweimen |

## Wirtschaft
Wichtige Betriebe waren unter anderem:
- VEB Chemische Werke Buna Schkopau
- VEB Leuna-Werke
- VEB Industriemontagen Merseburg
- VEB Aluminiumfolie Merseburg
- VEB Transportgerätebau Nempitz
- VEB Brunnenversand Bad Lauchstädt
- VEB Braunkohlenkombinat Geiseltal Mücheln

## Verkehr
Durch die Autobahn Berliner Ring–Hirschberg war der Kreis Merseburg in das Autobahnnetz der DDR eingebunden. Daneben dienten die F 91 von Halle (Saale) über Merseburg nach Zeitz und die F 181 von Merseburg nach Leipzig dem überregionalen Straßenverkehr.
Der Kreis war mit den Bahnstrecken Halle–Merseburg–Erfurt, Merseburg–Leipzig, Merseburg–Schafstädt, Merseburg–Halle-Nietleben und Merseburg–Querfurt in das Eisenbahnnetz der DDR eingebunden.

## Kfz-Kennzeichen
Die Kraftfahrzeuge (mit Ausnahme der Motorräder) und Anhänger erhielten von etwa 1974 bis Ende 1990 dreibuchstabige Unterscheidungszeichen, die mit den Buchstabenpaaren KO, KP, VO und VP begannen. Die letzte für Motorräder genutzte Kennzeichenserie war VS 00-01 bis VS 99-99.
Anfang 1991 erhielt der Landkreis das Unterscheidungszeichen MER. Es wurde bis zum 30. Juni 1994 ausgegeben. Seit dem 27. November 2012 ist es aufgrund der Kennzeichenliberalisierung im Saalekreis erhältlich.